# سیارک ۱۰۳۲۶
سیارک ۱۰۳۲۶ (به انگلیسی: 10326 Kuragano، نامگذاری:1990WS2) ده هزار و سیصد و بیست و ششمین سیارک کشف شده‌است که در ۲۱ نوامبر ۱۹۹۰ کشف شد.
قدر مطلق سیارک برابر ۱۴٫۰۰ است.